# Корнеев, Сергей Павлович
Сергей Павлович Корнеев (род. 4 марта 1970 года) — член правления, управляющий директор ГК «Техносерв» — крупнейшего российского системного интегратора.

## Биография
Сергей Корнеев родился 4 марта 1970 года в городе Лобня Московской области.
- 1995 — окончил Московский авиационный институт по специальности «Инженер-технолог».
- 1994 — начал работу в «ТехноСерв А/С» менеджером по продажам.
- 2002—2005 — директор департамента по работе с операторами сотовой связи.
- 2005—2007 — директор департамента по работе с операторами связи.
- С января 2007 года — коммерческий директор группы компаний «Техносерв».
- С апреля 2009 года — руководитель интеграционного направления деятельности компании.
- С 2014 года — Президент Группы компаний «Техносерв».
- С 2018 года — член правления, управляющий директор ГК «Техносерв».